# Shelley Hennig
Shelley Hennig, född 2 januari 1987 i Metairie i Louisiana i USA, är en amerikansk skådespelare.
Hon är bland annat känd för rollen som Malia i den amerikanska serien Teen wolf. Shelley Hennig var Miss Teen USA 2004. Hon medverkade i ett avsnitt av Våra bästa år 2001 och i april 2007 då hon spelade samma roll, Stephanie Johnson. Hon medverkade 2012 i The Secret Circle. Hon medverkade även i filmen When We First Met.

## Filmografi
- Ouija
- Unfriended
- Scout
- Still Life
- The After Party
- When We First Met

### TV
- Våra bästa år
- The Secret Circle
- Friend Me
- Justified
- Zach Stone Is Gonna Be Famous
- Blue Bloods
- Friends with Better Lives
- Teen Wolf
- Blue Bloods
- Friends with Better Lives
- Liberty Crossing
- False Profits
- Dollface
- Mythic Quest
- Crazy For You
- The Woman in the House